# Saal an der Donau
Saal an der Donau é um município da Alemanha, localizado no distrito de Kelheim, no estado de Baviera.